# Amy Ray
Amy Elizabeth Ray (Decatur, 12 aprile 1964) è una cantautrice e chitarrista statunitense.
Dal 1985 è una componente del duo Indigo Girls insieme a Emily Saliers.
Nel 1990 ha fondato l'etichetta discografica indipendente Daemon Records.
Ha pubblicato il suo primo album solista nel 2001.

## Discografia
- 2001 - Stag
- 2004 - Prom
- 2006 - Live from Knoxville
- 2008 - Didn't It Feel Kinder
- 2010 - MVP Live
- 2012 - Lung of Love
- 2014 - Goodnight Tender
- 2015 - The Tender Hour: Amy Ray Live From Seattle